# Auttinköngäs
Auttiköngäs är en fors i Finland.   Den ligger i landskapet Lappland, i den norra delen av landet, 700 km norr om huvudstaden Helsingfors. Auttiköngäs ligger 170 meter över havet.
Terrängen runt Auttiköngäs är platt. Runt Auttiköngäs är det mycket glesbefolkat, med 2 invånare per kvadratkilometer.